# Ký
Ký là tên gọi cho một nhóm thể nằm ở phần giao nhau giữa văn học và cận văn học (báo chí, chính luận, ghi chép tư liệu các loại), chủ yếu là văn xuôi tự sự.

## Các tiểu loại
Do hướng đến những phạm vi thông tin và nhận thức đa dạng, ký cũng rất phong phú, bao gồm nhiều thể, nhiều tiểu loại:
- Ký sự: là một thể của ký thiên về tự sự, thường ghi chép các sự kiện, hay kể lại một câu chuyện khi nó mới xảy ra. Ký sự (ký thuật) có cốt truyện hoàn chỉnh hoặc tương đối hoàn chỉnh, cũng là loại thể có yếu tố trữ tình và chính luận, nhưng khuynh hướng của tác giả được toát ra từ tình thế và hành động. Yếu tố phi cốt truyện của những loại ký này không nhiều. Ghi chép khá hoàn chỉnh một sự kiện, một phong trào, một giai đoạn. Tác phẩm ký sự cũng cấu tạo theo phương thức kết cấu thông thường của một tác phẩm nghệ thuật: mở đầu và phát triển sự kiện, sự biến phát triển đến cao độ - hoặc căng thẳng nhất - và kết thúc. Ký sự là bức tranh toàn cảnh trong đó sự việc và con người đan chéo, những gương mặt của nhân vật không thật rõ nét.
- Phóng sự: là một thể ký nổi bật bằng những sự thật xác thực, dồi dào và nóng hổi, không chỉ đưa tin mà còn dựng lại hiện trường cho mọi người quan sát, đánh giá, do đó nó nghiêng hẳn về phía tự sự, miêu tả, tái hiện sự thật. Ở phương Tây đề ra công thức 5W cho phóng sự (What: cái gì đã xảy ra, Where: xảy ra ở đâu, When: xảy ra khi nào, Who: xảy ra với ai, Why: tại sao lại xảy ra). Tuy nhiên, thật ra đây là những tiêu chuẩn đề ra cho phương thức luận cứ trong một thiên phóng sự. Nội dung chủ yếu của phóng sự lại thiên về vấn đề mà người viết muốn đề xuất và giải quyết. Do đó phóng sự, mặc dù có chất liệu chủ yếu là người thật việc thật, nhưng có màu sắc chính luận.
- Nhật ký: là một thể loại ký mang tính chất riêng tư, đời thường nhiều nhất. Nếu hầu hết các tác phẩm văn học là để giao lưu với người khác, thì nhật ký lại chỉ để giao lưu với chính mình. Là ghi chép của cá nhân về sự kiện có thật đã, đang và tiếp tục diễn ra theo thời gian, nhật ký thường bao gồm cả những đoạn trữ tình ngoại đề và những suy nghĩ có tính chất chủ quan về sự kiện. Một nhật ký có phẩm chất văn học khi nó thể hiện được một thế giới tâm hồn, khi qua những sự việc và tâm tình cá nhân tác giả giúp người đọc nhìn thấy những vấn đề xã hội trọng đại. Trong thực tế có thể có những nhật ký ít có chất văn học như các nhật ký hành trình (nhật ký hàng hải), nhật ký công tác; và cũng có những tác phẩm có tên nhật ký nhưng nội dung lại không hoàn toàn là nhật ký (chẳng hạn Nhật ký người điên của Lỗ Tấn, Nhật ký trong tù của Hồ Chí Minh).
- Hồi ký: những ghi chép có tính chất suy tưởng của cá nhân về quá khứ, một dạng gần như tự truyện của tác giả. Hồi ký cung cấp những tư liệu của quá khứ mà đương thời tác giả chưa có điều kiện nói được. Khác với nhật ký, do đặc thù thời gian đã lùi xa, sự kiện trong hồi ký có thể bị nhớ nhầm hoặc tưởng tượng thêm mà người viết không tự biết.
- Bút ký: là một thể của ký, nằm trung gian giữa ký sự và tùy bút. Bút ký thiên về ghi lại một cảnh vật mà nhà văn mắt thấy tai nghe, thường trong các chuyến đi. Bút ký tái hiện con người và sự việc một cách phong phú, sinh động, nhưng qua đó biểu hiện khá trực tiếp khuynh hướng cảm nghĩ của tác giả, có màu sắc trữ tình. Kết hợp linh hoạt các phương thức nghị luận, tự sự, trữ tình nhưng tùy theo độ đậm nhạt khác nhau của các phương thức mà ta có bút ký chính luận, bút ký tùy bút v.v..
- Tùy bút: Là một thể của ký đối lập với phóng sự. Nếu phóng sự thiên về tự sự với điểm tựa là sự kiện, thì tùy bút nghiêng hẳn về trữ tình với điểm tựa là cái tôi của tác giả. Hình thức thể loại này cho phép nhà văn phóng bút viết tùy theo cảm hứng, tùy cảnh, tùy việc mà suy tưởng, nhận xét, đánh giá, trình bày v.v. Những chi tiết, con người cụ thể trong tác phẩm chỉ là cái cớ để tác giả bộc lộ cảm xúc, suy tư và nhận thức, đánh giá.
- Du ký: loại ký có cốt truyện ghi chép về vẻ kỳ thú của cảnh vật thiên nhiên và cuộc đời; những cảm nhận, suy tưởng của con người trong những chuyến du ngoạn. Du ký phản ánh, truyền đạt những nhận biết, những cảm tưởng, suy nghĩ mới mẻ của bản thân người du lịch về những điều mắt thấy tai nghe ở những xứ sở xa lạ, nơi mọi người ít có dịp đi đến, chứng kiến. Hình thức du ký có thể bao gồm các ghi chép, ký sự, hồi ký, thư tín, hồi tưởng v.v. Tác giả của du ký tường bộc lộ niềm say mê khát khao tìm kiếm, khám phá những điều mới lạ.
- Kỷ hành: một dạng thức của nhật ký hành trình hay du ký của văn học Nhật Bản, thường phát triển đậm đặc tính chất trữ tình thông qua sự kết hợp của những đoạn tản văn và thơ. Nổi tiếng trong thể ký này phải kể đến những sáng tác của nhà thơ Nhật Bản Matsuo Bashō.
- Truyện ký: ngược lại với ký sự, thường tập trung cốt truyện vào việc trần thuật một nhân vật: những danh nhân về khoa học và nghệ thuật, những anh hùng trên mặt trận chiến đấu và sản xuất, chính khách, nhà hoạt động cách mạng.
- Tản văn: Giới nghiên cứu có người cho tản văn là một loại ký, có người cho rằng ký chỉ bao gồm một phạm vi hẹp hơn tản văn[1]. Có hai ý kiến như trên bởi khái niệm tản văn được hiểu theo nghĩa rộng hoặc nghĩa hẹp. Theo nghĩa rộng, tản văn là văn xuôi, đối lập với vận văn (văn vần). Lưu Hiệp trong Văn tâm điêu long chia toàn bộ thư tịch thành "văn" và "bút", trong đó văn là "vận văn", còn bút là tản văn. Trong văn học cổ các áng văn xuôi không viết theo văn biền ngẫu như kinh, truyện, sử, tập, biểu, chiếu, cáo, hịch, phú, minh, luận đều là tản văn. Theo nghĩa hẹp, tản văn là tác phẩm văn xuôi ngắn gọn, hàm xúc, giàu khả năng khơi gọi với kết cấu có sự kết hợp linh hoạt tất cả các phương thức, phương tiện biểu hiện nghệ thuật, nội dung thường thể hiện đời sống theo kiểu chấm phá và đặc trưng quan trọng nhất là nó thể hiện đậm nét dấu ấn cá nhân của người cầm bút.

Ngoài những thể ký phổ biến nói trên, trong thực tế còn có nhiều thể ký khác, và trong mỗi thể nói trên cũng có thể bao gồm nhiều tiểu thể loại. Ranh giới giữa các thể loại ký nói trên cũng không tuyệt đối, luôn có tình trạng chuyển hóa, thâm nhập lẫn nhau. Trong Người bạn đọc ấy, Tô Hoài nhận xét: Trước kia từ điển văn học phân chia: phóng sự thì chỉ trình bày sự việc, bút ký thì có những lời bình phẩm của người viết. Bây giờ ta có thể đọc một bài bút ký trong đó không thiếu những đoạn viết theo lối phóng sự, lẫn hồi ký, có khi cả thể truyện ngắn. Mà ai dám đánh cuộc: bút ký bây giờ không bằng ngày trước?". Chỉ trong những cuốn sách lý luận và sách giáo khoa các nhà nghiên cứu mới phân chia thể tài một cách chính xác, trong khi thực tế văn học luôn diễn ra những yếu tố ngoại biên, mờ nhòe, đặc biệt với những tác giả văn học có năng khiếu đặc biệt và sự linh hoạt cao độ khi cầm bút.

## Lịch sử
Không nên xem những tác phẩm ký là kết quả của sự xâm nhập báo chí vào văn học. Trước khi có hoạt động báo chí, trong lịch sử văn học từ nghìn xưa đã có những tác phẩm ký, như Sử ký của Tư Mã Thiên cách đây mấy nghìn năm vừa là tác phẩm sử học vừa có thể coi là ký. Tuy vậy, không thể không thừa nhận báo chí có nhiều tác động đến văn học, tính chất chính luận thời sự và chiến đấu của báo chí cũng đã thâm nhập vào văn học nhất là đối với loại thể ký của nó.
Sáng tác văn học dạng thể ký thường thịnh hành ở các giai đoạn văn học sử ứng với thời kỳ xã hội có khủng hoảng của các quan hệ cũ, nảy sinh một nếp sống mới, làm tăng cường chú ý đến sự miêu tả các thói tục. Có thể thấy những ví dụ sinh động trong nền văn học thế giới biểu hiện rõ rệt điều này: văn học Nga giữa thế kỷ 19 khi sự hỗn loạn xã hội với chế độ nông nô sụp đổ, quý tộc suy đồi, tầng lớp hạ lưu bị bần cùng hóa, ký là một trong những thể loại chủ đạo của văn học; hoặc nước Anh đầu thế kỷ 18 khi các tạp chí châm biếm đăng những bài phác họa chân dung và cảnh sinh hoạt, đã trở thành ngọn nguồn cho sự nở rộ thể ký.
Ở Việt Nam, những tác phẩm ký nổi tiếng cũng đã xuất hiện từ sớm như Thượng kinh ký sự, Vũ trung tùy bút. Những năm 1930-1945 chứng kiến sự phát triển mạnh của các tác phẩm phóng sự viết về các tệ nạn xã hội, mà Ngô Tất Tố (với Việc làng, Tập án cái đình), Nguyễn Đình Lạp với Ngõ hẻm ngoại ô, Tam Lang với Tôi kéo xe Vũ Trọng Phụng với Vỡ đê v.v. là những nhà văn tiêu biểu. Trong văn học cách mạng, loại thể ký bắt đầu từ sáng tác của Nguyễn Ái Quốc những năm 20 của thế kỷ 20. Sau Cách mạng Tháng Tám đến nay có nhiều tác phẩm ký có giá trị nhất định như Truyện và ký sự của Trần Đăng, Ở rừng của Nam Cao, Ký sự Cao Lạng của Nguyễn Huy Tưởng, Vỡ tỉnh của Tô Hoài, Sống như anh của Trần Đình Vân, Người mẹ cầm súng của Nguyễn Thi, Những ngày nổi giận của Chế Lan Viên, Họ sống và chiến đấu của Nguyễn Khải, Đường lớn của Bùi Hiển, Miền đất lửa của Nguyễn Sinh và Vũ Kì Lân, Rất nhiều ánh lửa của Hoàng Phủ Ngọc Tường v.v.

## Đặc điểm

### Phân biệt vớitruyện
Ký cơ bản là khác với truyện (truyện dài, truyện vừa, truyện ngắn, tiểu thuyết) ở chỗ trong tác phẩm ký không có một xung đột thống nhất, phần khai triển của tác phẩm chủ yếu mang tính miêu tả, tường thuật. Đề tài và chủ đề của tác phẩm cũng khác biệt với truyện, nó thường không phản ánh vấn đề sự hình thành tính cách của cá nhân trong tương quan với hoàn cảnh, mà là các vấn đề trạng thái dân sự như kinh tế, xã hội, chính trị, và trạng thái tinh thần như phong hóa, đạo đức của chính môi trường xã hội.Hơn nữa, ký thường không có cốt truyện.

### Thuộc tính văn học
Những sáng tác văn học thuộc thể ký là một bộ phận không thể tách rời của các nền văn học trên thế giới nói chung và văn học dân tộc nói riêng. Tuy nhiên, việc thừa nhận thuộc tính văn học của những tác phẩm ký nhất định đôi lúc còn phụ thuộc vào quan niệm đương thời ở từng nền văn học về cái gọi là tính văn học. Các đặc điểm về văn phong, ngôn từ nghệ thuật của những tác phẩm ký phản ánh thuộc tính văn học của thể loại, bên cạnh sự gần gũi với văn học trong những nội dung mà tác phẩm ký đề cập.
Ký cho phép tái hiện những thời đoạn lịch sử đã qua trong tiến trình phát triển xã hội thông qua những bình diện mà nó đề cập. Có những tác phẩm chú ý đến việc miêu tả các phong tục qua những nét tính cách tiêu biểu; có tác phẩm chú ý miêu tả tính cách xã hội hoặc dân tộc trong cuộc sống của cư dân các vùng miền qua các thời đại; có tác phẩm mang âm hưởng trữ tình, triết lý. v.v
Nhiều tác phẩm ký nghiêng về tính báo chí, tính chính luận, biểu thị sự quan tâm nang tính thời sự đến những trạng thái và xu hướng nhất định của sự phát triển xã hội. Bên cạnh đó là những tác phẩm đậm tính chất tư liệu, hướng vào việc tái hiện chính xác thực tại với những sự kiện có thực, thường kèm theo sự lý giải, đánh giá tùy theo sự nhạy cảm và cách hiểu của tác giả. Dạng thức lấy sự phản ánh chân thực sự kiện, đối tượng đậm đặc chất tư liệu được xem như một thể loại chính luận của báo chí, tuy nhiều nhà nghiên cứu vẫn coi đó là một dạng thức ký, thậm chí là ký văn học.

### Kết cấu
Kết cấu của ký rất đa dạng: có thể có mô hình người kể chuyện để tạo sự thống nhất cho các thành phần vốn dị biệt nhau; có thể tạo thành thể loại từ những phần vốn chỉ gắn với nhau bằng một trật tự bề ngoài, lấy đề tài các đoạn mô tả, hoặc các ý bình luận về các sự việc được miêu tả làm ráp nối sự kiện.